# Чемпіонат Волинської області з футболу 2010
Чемпіонат Волинської області з футболу 2010 року проходив з 2 травня по 10 жовтня 2010 року у двох лігах. Чемпіоном області всьоме став МФК «Ковель-Волинь» (Ковель).

## Вища ліга

### Підсумкова таблиця чемпіонату
| М | Команда                          | І  | В  | Н | П  | РМ    | О  |
| - | -------------------------------- | -- | -- | - | -- | ----- | -- |
| 1 | МФК «Ковель-Волинь» (Ковель)     | 16 | 13 | 1 | 2  | 52−14 | 40 |
| 2 | «Вотранс-ЛСТМ» (Луцьк)           | 16 | 13 | 0 | 3  | 58−23 | 39 |
| 3 | ДЮФШ «Волинь» (Луцьк)            | 16 | 12 | 1 | 3  | 65−17 | 37 |
| 4 | «Шахтар» (Нововолинськ)          | 16 | 10 | 2 | 4  | 39−13 | 32 |
| 5 | «Прип'ять» (Любешів)             | 16 | 5  | 2 | 9  | 28−43 | 16 |
| 6 | «Західний Буг» (Іваничі)         | 16 | 4  | 2 | 10 | 19−44 | 14 |
| 7 | ФК «Рожище» (Рожище)             | 16 | 3  | 2 | 11 | 21−72 | 11 |
| 8 | «BRW-ВІК» (Володимир-Волинський) | 16 | 2  | 3 | 11 | 29−52 | 9  |
| 9 | «Будівельник» (Маневичі)         | 16 | 3  | 1 | 12 | 14−47 | 7  |

- Згідно з регламентом з команди «Прип'ять» (Любешів) знято 1 очко за неявку молодіжного складу на матч 18-го туру МФК «Ковель-Волинь» — «Прип'ять»
- Згідно з регламентом з команди «Будівельник» (Маневичі) знято 3 очки за неявку на матч 14-го туру ДЮФШ «Волинь» — «Будівельник»

### Найкращі бомбардири
|   | Гравець         | Клуб                | Голи |
| - | --------------- | ------------------- | ---- |
| 1 | Махнюк Ігор     | «Вотранс-ЛСТМ»      | 16   |
| 2 | Данилюк Іван    | МФК «Ковель-Волинь» | 12   |
| 3 | Ліщук Олександр | МФК «Ковель-Волинь» | 11   |
| 4 | Петрук Петро    | ДЮФШ «Волинь»       | 11   |

### Результати матчів
| М | Команда                          | 1    | 2   | 3   | 4   | 5   | 6   | 7    | 8   | 9   |
| - | -------------------------------- | ---- | --- | --- | --- | --- | --- | ---- | --- | --- |
| 1 | МФК «Ковель-Волинь» (Ковель)     |      | 2:1 | 0:1 | 2:1 | 4:0 | 3:0 | 4:2  | 2:0 | 3:0 |
| 2 | «Вотранс-ЛСТМ» (Луцьк)           | 3:1  |     | 4:2 | 1:2 | 4:0 | 6:3 | 12:1 | 5:3 | 5:0 |
| 3 | ДЮФШ «Волинь» (Луцьк)            | 2:3  | 7:1 |     | 2:2 | 8:2 | 9:0 | 8:2  | 8:0 | +:- |
| 4 | «Шахтар» (Нововолинськ)          | 0:1  | 0:2 | +:- |     | 5:0 | 4:0 | 12:0 | 1:0 | 4:0 |
| 5 | «Прип'ять» (Любешів)             | 1:5  | 0:3 | 1:4 | 0:2 |     | 6:0 | 7:1  | 1:1 | 3:0 |
| 6 | «Західний Буг» (Іваничі)         | 1:1  | 1:2 | 1:3 | 0:0 | 0:1 |     | 3:0  | 3:2 | 0:2 |
| 7 | ФК «Рожище» (Рожище)             | 0:4  | 1:5 | 1:2 | 3:0 | 0:1 | 3:2 |      | 3:3 | 2:1 |
| 8 | «BRW-ВІК» (Володимир-Волинський) | 1:10 | 0:2 | 0:5 | 2:3 | 3:3 | 1:2 | 6:0  |     | 6:1 |
| 9 | «Будівельник» (Маневичі)         | 1:7  | 0:2 | 0:4 | 0:3 | 3:2 | 1:3 | 2:2  | 3:1 |     |

### Чемпіон Волинської області— МФК «Ковель-Волинь» (Ковель)
Звання чемпіонів Волинської області у складі МФК «Ковель-Волинь» здобули
Воротарі: Олексій Літвінчук, Дмитро Дувакін, Віталій Юянець.
Захисники: Петро Ткачук, Вадим Соловонюк, Андрій Васковець, Володимир Хмелярський, Андрій Попіка, Іван Мучак, Олександр Ятчук, Олександр Рижко, Іван Портянко, Олександр Книшук, Едуард Давидюк, Андрій Костюченков, Юрій Заліпа.
Півзахисники: Іван Потеруха, Віталій Кашуба, Тарас Романчук, Юрій Романчук, Роман Кузьмич, Петро Мороз, Олександр Портянко.
Нападники: Андрій Музичук, Олександр Ліщук, Іван Данилюк, Віктор Воєводський, Андрій Шафранюк, Дмитро Савлук, Олександр Столярчук, Дмитро Хвесь, Андрій Романчук.
Президент клубу — Андрій Андрійович Сидорук, віце-президент — Ігор Ярославович Прокопів, головний тренер — Роман Миколайович Лис, тренер — Микола Вікторович Лис

### Турнір молодіжних команд (U-15)
| М | Команда                          | І  | В  | Н | П  | РМ    | О  |
| - | -------------------------------- | -- | -- | - | -- | ----- | -- |
| 1 | МФК «Ковель-Волинь» (Ковель)     | 16 | 13 | 3 | 0  | 76−9  | 42 |
| 2 | ДЮФШ «Волинь» (Луцьк)            | 16 | 12 | 3 | 1  | 70−12 | 39 |
| 3 | «Шахтар» (Нововолинськ)          | 16 | 8  | 2 | 6  | 27−21 | 26 |
| 4 | «BRW-ВІК» (Володимир-Волинський) | 16 | 8  | 1 | 7  | 37−22 | 25 |
| 5 | «Вотранс-ЛСТМ» (Луцьк)           | 16 | 7  | 1 | 8  | 37−53 | 22 |
| 6 | «Прип'ять» (Любешів)             | 16 | 6  | 3 | 7  | 32−35 | 21 |
| 7 | ФК «Рожище» (Рожище)             | 16 | 5  | 4 | 7  | 19−32 | 19 |
| 8 | «Західний Буг» (Іваничі)         | 16 | 1  | 2 | 13 | 9−86  | 5  |
| 9 | «Будівельник» (Маневичі)         | 16 | 2  | 1 | 13 | 9−46  | 4  |

- Згідно з регламентом з команди «Будівельник» (Маневичі) знято 3 очки за неявку на матч 14-го туру ДЮФШ «Волинь» — «Будівельник»

### Найкращі бомбардири
|   | Гравець         | Клуб                | Голи |
| - | --------------- | ------------------- | ---- |
| 1 | Заліпа Андрій   | МФК «Ковель-Волинь» | 23   |
| 2 | Примачок Сергій | «Вотранс-ЛСТМ»      | 18   |
| 3 | Носко Федір     | МФК «Ковель-Волинь» | 16   |
| 4 | Мякота Дмитро   | МФК «Ковель-Волинь» | 14   |
| 5 | Шаула Юрій      | ДЮФШ «Волинь»       | 13   |

### Результати матчів
| М | Команда                          | 1   | 2    | 3   | 4   | 5   | 6   | 7   | 8    | 9   |
| - | -------------------------------- | --- | ---- | --- | --- | --- | --- | --- | ---- | --- |
| 1 | МФК «Ковель-Волинь» (Ковель)     |     | 2:2  | 4:0 | 1:1 | 5:0 | +:- | 6:0 | 18:0 | 8:1 |
| 2 | ДЮФШ «Волинь» (Луцьк)            | 1:4 |      | 6:1 | 2:0 | 7:1 | 7:0 | 0:0 | 13:2 | +:- |
| 3 | «Шахтар» (Нововолинськ)          | 0:0 | 0:0  |     | 2:0 | 4:0 | 2:0 | 2:0 | 6:0  | 4:0 |
| 4 | «BRW-ВІК» (Володимир-Волинський) | 1:2 | 0:1  | 4:0 |     | 4:2 | 3:2 | 3:0 | 6:0  | 4:1 |
| 5 | «Вотранс-ЛСТМ» (Луцьк)           | 2:9 | 1:10 | 1:2 | 4:2 |     | 3:3 | 0:3 | 6:1  | 5:1 |
| 6 | «Прип'ять» (Любешів)             | 0:6 | 1:5  | 3:1 | 3:1 | 0:2 |     | 2:2 | 7:1  | 3:0 |
| 7 | ФК «Рожище» (Рожище)             | 1:3 | 0:3  | 1:0 | 0:5 | 1:3 | 2:2 |     | 6:1  | 2:1 |
| 8 | «Західний Буг» (Іваничі)         | 0:2 | 0:7  | 1:0 | 0:2 | 1:5 | 0:5 | 1:1 |      | 0:0 |
| 9 | «Будівельник» (Маневичі)         | 0:6 | 0:6  | 1:3 | 2:1 | 1:2 | 0:1 | -:+ | 2:1  |     |

## Перша ліга

### Підсумкова таблиця чемпіонату
| М | Команда                                    | І  | В  | Н | П | РМ    | О  |
| - | ------------------------------------------ | -- | -- | - | - | ----- | -- |
| 1 | «Світязь» (Шацьк)                          | 12 | 10 | 2 | 0 | 35−10 | 32 |
| 2 | ФК «Лаврів» (Лаврів)                       | 12 | 7  | 2 | 3 | 35−21 | 23 |
| 3 | «Колос» (Ківерці)                          | 12 | 5  | 3 | 4 | 28−21 | 18 |
| 4 | ФК «Цумань» (Цумань)                       | 12 | 4  | 2 | 6 | 15−27 | 14 |
| 5 | АФК «Володимир» (Володимир-Волинський)     | 12 | 3  | 2 | 7 | 21−25 | 11 |
| 6 | ФК «Камінь-Каширський» (Камінь-Каширський) | 12 | 2  | 3 | 7 | 12−30 | 9  |
| 7 | ФК «Локачі» (Локачі)                       | 12 | 2  | 2 | 8 | 18−30 | 8  |

- У першому колі ФК «Камінь-Каширський» називався «Юність» (Камінь-Каширський)

### Найкращі бомбардири
|   | Гравець        | Клуб        | Голи |
| - | -------------- | ----------- | ---- |
| 1 | Козачок Андрій | ФК «Лаврів» | 9    |
| 2 | Юлдашев Роман  | ФК «Лаврів» | 7    |
| 3 | Кедик Ігор     | «Світязь»   | 6    |

### Результати матчів
| М | Команда                                    | 1   | 2   | 3   | 4   | 5   | 6   | 7   |
| - | ------------------------------------------ | --- | --- | --- | --- | --- | --- | --- |
| 1 | «Світязь» (Шацьк)                          |     | 3:3 | 2:1 | 3:1 | 1:1 | 4:0 | 4:1 |
| 2 | ФК «Лаврів» (Лаврів)                       | 2:4 |     | 3:6 | 5:1 | 3:0 | 4:0 | 2:1 |
| 3 | «Колос» (Ківерці)                          | 0:3 | 1:3 |     | 4:1 | +:- | 4:0 | 6:2 |
| 4 | ФК «Цумань» (Цумань)                       | 0:2 | 0:3 | 2:2 |     | 3:2 | 2:1 | 1:0 |
| 5 | АФК «Володимир» (Володимир-Волинський)     | 0:4 | 4:2 | 1:1 | 1:1 |     | 4:4 | 4:0 |
| 6 | ФК «Камінь-Каширський» (Камінь-Каширський) | 0:1 | 1:1 | 2:1 | 0:3 | 1:4 |     | 2:2 |
| 7 | ФК «Локачі» (Локачі)                       | 1:4 | 0:4 | 2:2 | 4:0 | 5:0 | 0:1 |     |

- АФК «Володимир» вступив у чемпіонат після початку турніру, замінвши за обопільною згодою та з дозволу Федерації футболу Волині з 2-го туру ФК «Ветеран-Лучеськ» (Луцьк). Результат матчу 1-го туру «Ветеран-Лучеськ» — «Світязь» 0:4 враховано як результат АФК «Володимир».